# Freerk Haye Hamkens
Freerk Haye Hamkens (mit bürgerlichem Namen Wilhelm Schirrmann, * 1902; † 1985 in Flensburg) war ein deutscher Historiker und Autor.

## Leben
Hamkens studierte Vorgeschichte, Volkskunde und vergleichende Religionsgeschichte unter anderem bei Hans Hahne in Halle. Er war 1929 und 1934 Assistent Wilhelm Teudts in Detmold und von 1933 bis 1935 wissenschaftlicher Assistent in Teudts Vereinigung der Freunde germanischer Vorgeschichte.
Er war in der Zeit des Nationalsozialismus 1934/35 zeitweilig Grabungsmitarbeiter von Julius Andree und Wilhelm Teudt an den Externsteinen. In diesen Jahren bis zum Kriegsende veröffentlichte er Arbeiten zu der „Sinnbildforschung“, die unter der obwaltenden pseudowissenschaftlich-esoterischen NS-Ideologie (Karl Theodor Weigel) Konjunktur gewann.
Hamkens diente von 1941 bis 1945 in der Wehrmacht und befand sich anschließend bis 1948 in Kriegsgefangenschaft. Er ließ sich danach in Flensburg nieder, wo er auch verstarb.
Von den Grabungen an den Externsteinen hatte Hamkens privat ein Fotoarchiv angelegt, das er 1971 im rechtsextremen Grabert Verlag publizierte. Das Archiv genießt aufgrund der heutigen Geländeveränderungen und Verwitterungen der Steine Quellenwert. Hamkens Versuche, für die Externsteine eine vorchristliche (germanische) Kultplatzkontinuität zu beweisen, trifft in der interdisziplinären wissenschaftlichen Forschung auf Skepsis.  

## Schriften
- Hermann der Cherusker: Erzählung aus der frühgermanischen Geschichte. Theinemann, Stuttgart 1934.
- Das nordische Jahr und seine Sinnbilder. Berlin, Nordischer Verlag Ernst Precht, 1936
- (Hrsg.): Der Bordesholmer Altar Meister Brüggemanns. Insel-Verlag, Leipzig 1936 (Insel-Bücherei; 495).
- Das Nordische Jahr und seine Sinnbilder. Nordischer Verlag Ernst Precht, Berlin 1936.
- Freilegungsarbeiten im Schleswiger Dom. In: Die Heimat. Monatsschrift für schleswig-holsteinische Heimatforschung und Volkstumspflege. Bd. 48 (1938), Heft 1, Januar 1938, S. 1–9 (Digitalisat), Heft 2, Februar 1938, S. 33–40.
- Bischofsgräber im Dom zu Schleswig. In: Die Heimat. Monatsschrift des Vereins zur Pflege der Natur- und Landeskunde in Nordelbingen. Bd. 49 (1939), Heft 7, Juli 1939, S. 193–199 (Digitalisat).
- Knut der Große – Knut der Heilige – Knut Laward? Zur Datierung des Schleswiger Doms. In: Die Heimat. Monatsschrift für schleswig-holsteinische Heimatforschung und Volkstumspflege. Bd. 50 (1940), Heft 1, Januar 1940, S. 1–5 (Digitalisat).
- Das Eckengeld. Eine inselfriesische Kirchensteuer. In: Die Heimat. Monatsschrift für schleswig-holsteinische Heimatforschung und Volkstumspflege. Bd. 50 (1940), Heft 10, Oktober 1940, S. 161–164 (Digitalisat).
- Die Sinnbilder im Schleswiger Dom. Zwischen Heidentum und christlicher Welt. Westphal, 1942
- Sinnbilder auf Grabsteinen von Schleswig bis Flandern: Versuch einer Deutung. Deutscher Verlag Die Osterlingen, Brüssel 1942.
- Flandern. Gesehen von einem Deutschen. Osterlingen, Brüssel 1942.
- Hrsg.: Alte Deutsche Reichsadler. Deutscher Verlag Die Osterlingen, Brüssel 1944.
- Das Oldenburger Horn. In: Die Heimat. Monatsschrift des Vereins zur Pflege der Natur- und Landeskunde in Schleswig-Holstein. Bd. 57 (1950), Nr. 7, Juli 1950, S. 191–197 (Digitalisat).
- Der Silberhelm von Thorsberg. In: Jahrbuch Heimatverein Angeln. Bd. 18 (1955), S. 76–81.
- Der Externstein. Grabert, Tübingen 1971 (Veröffentlichungen aus Hochschule, Wissenschaft und Forschung; 5).
- Der Externstein. Wege und Irrwege der Forschung. Erste Auflage, Weecke Horn, 2000, ISBN 978-3-88080-068-7